# Nashville (California)
Nashville (in precedenza nota come Nashville Bar, Quartzville e Quartzburg) è un'area non incorporata della contea di El Dorado, in California. È situata sul North Fork del fiume Cosumnes, a 10,5 miglia (17 km) a sud di Placerville, ad un'altitudine di 863 piedi (263 m).
Il posto fu prima chiamato Nashville Bar, poi Quartzville e Quartzburg, prima di assumere questo nome intitolato alla città di Nashville, nel Tennessee.
Un ufficio postale era in funzione a Nashville dal 1852 al 1854 e dal 1870 al 1907.